# 南安普顿中央车站
南安普敦中央火车站（英語：Southampton Central railway station）是一座位于英国漢普郡南安普顿市的干线火车站。距伦敦滑鐵盧車站79英里（127）。共有3条铁路线接入，分別為：西南干线、南海岸线、威塞克斯干线。
大多數運營服務皆由西南铁負責，包括每小時數班發往伦敦滑铁卢、朴次茅斯、伯恩茅斯的線路。其他运营商有：CrossCountry，運營發往牛津、伯明翰、曼彻斯特皮卡迪利、纽卡斯尔的線路；大西鐵，運營發往布里斯托寺原站、卡迪夫中央车站的线路；南铁，运营发往伦敦维多利亚、盖特威克机场以及布莱顿的線路。

## 历史

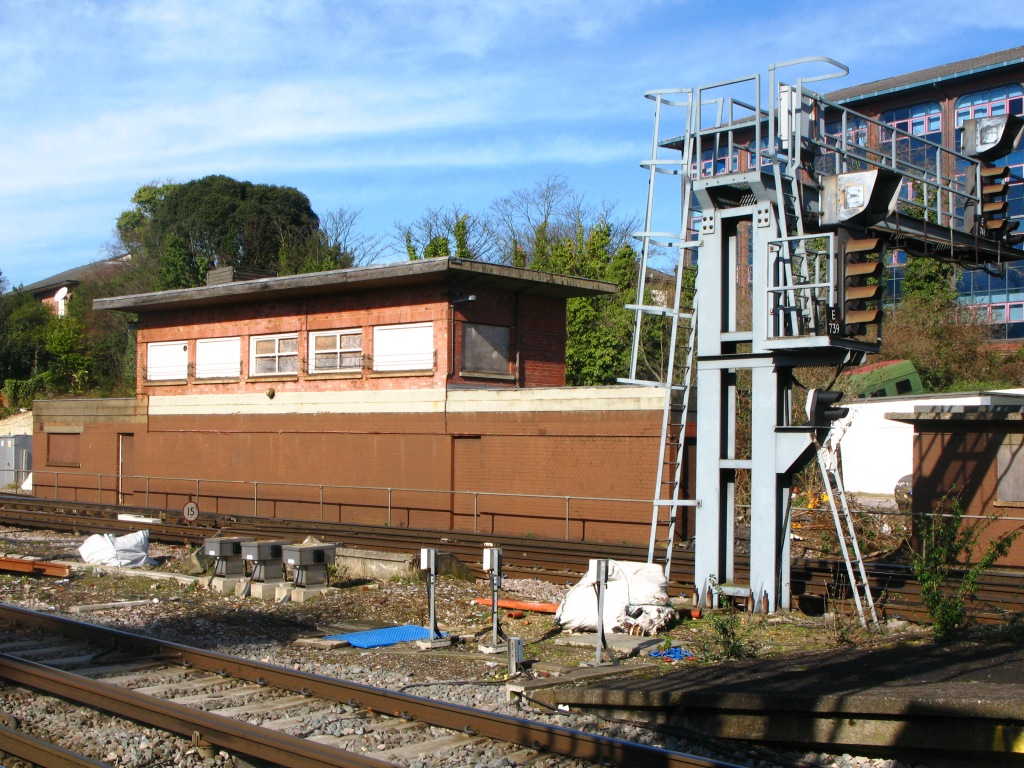
废弃的信号站

南安普顿中央车站於1895年建成，时称南安普顿西站（Southampton West）（原南安普顿西站更名为West End站，也名Blechynden站)。該站建成之时，南安普顿海岸线仍在该站南边，并没有现今的南安普顿警署和码头建筑。海水涨潮时會直接将南边变為一片汪洋。1927年至1934年间，西南铁的前身LSWR公司将站南的海域填平，并开发為南安普顿新码头（即今日的西码头）。隨著土地的擴大與客流量激增，车站在1934-1935年間扩建（由2站台扩为4站台），同时改名为南安普顿中央车站。新站建筑主要以混凝土建造。
二戰期間，1940年11月23日，德军空袭破坏了一号月台和车站建筑。 1941年7月22日，德军的降落伞炸弹再次击中车站，摧毁了靠近四号月台的票厅，并破坏了二号和三号月台。
1966年，南安普顿市另一座客运火车站——位于老码头旁边的南安普顿火车总站关闭。为了应对客流需求，中央车站进行了扩建，新建了行包处理设施等。1967年，中央车站进行了大规模重建，将原有的大钟楼拆除，之后新建了方块状的新办公大楼。同时将车站更名为南安普顿车站。直至1994年才又改回南安普顿中央车站。
2011年年底，英国铁路路网公司，西南铁和南安市议会共同投资实行车站翻新计划，总计花费30万英磅。
2011年末，南安普敦市政府批准一个全新的项目，名为「西部门户计划」，预计耗资2千万英镑，将南安普顿中央车站改为10个月台，并有超过25,000平方米的零售和办公空间。该计划预计在2025年完成。

## 描述
所有的平台分为AB两部分，东侧为A，西侧为B，这使得两部列车可同时停靠于同一月台，并发往东西方向。2和3月台全天都启用AB部分，1和4月台仅在高峰期启用AB部分。
1和4月台为側式月台，多停靠快车与长途车。主要服务于英國縱貫鐵路的曼城/纽卡索/雷丁至伯恩茅斯线，大西铁的卡迪夫至朴次茅斯/布莱顿线，以及西南铁发往伦敦滑铁卢的线路。
2和3月台为岛式月台，多停靠慢车。这里有西南铁下辖，由罗姆西发往索尔斯伯里，南安普顿发往朴次茅斯南海镇，以及发往伦敦滑铁卢站的列车。还有南铁下辖，发往伦敦维多利亚及布莱顿的列车。
在伯恩茅斯方向曾有5号月台，用于邮包专列，以及发往New Forest的客运专列。但由于没有信号机而已经停止使用，仅作为存车线。在往伯恩茅斯方向上还有若干个存车线。
南安普顿中央车站办公楼为西南铁总部，并设有一处英国铁道警察署。

## 服务

### 路线

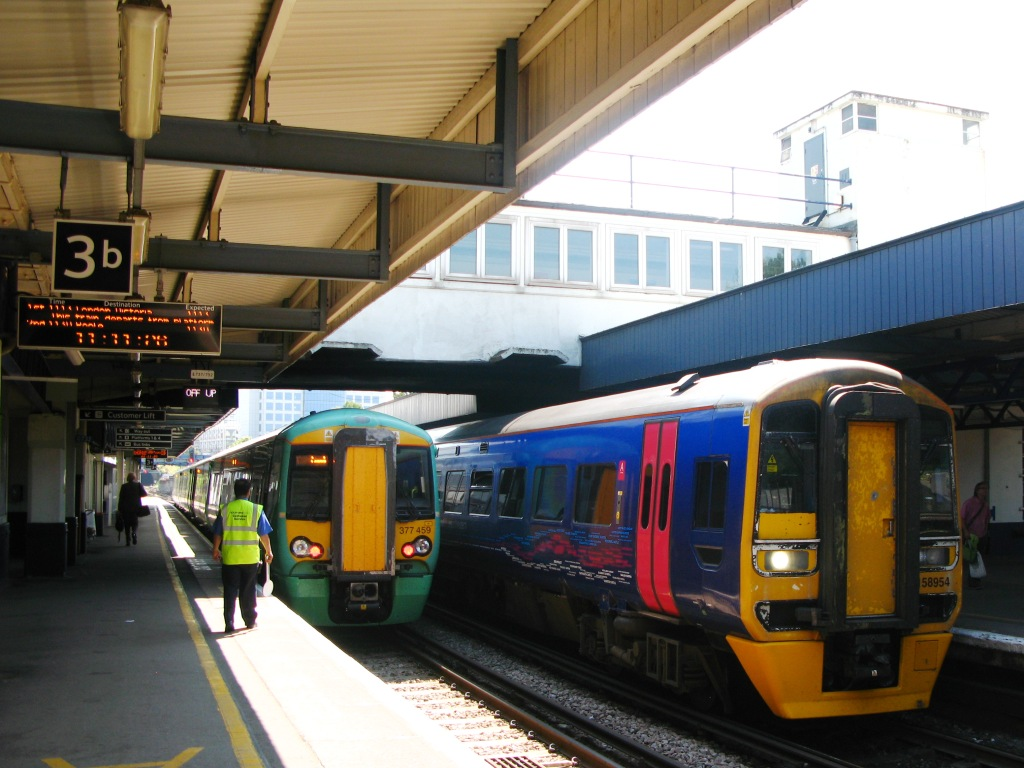
南铁和大西铁列车在2，1站台

发往伦敦滑铁卢的列车为每小时3班。其中2班为不停站快车，全程共1小时20分。另外一班由普爾始发，中途停站较多，并要在Eastleigh为后开的快车让路，全程需要1小时40分。
往Romsey可以搭乘西南铁往Chandler's Ford方向的列车或大西铁/西南铁往Redbridge方向的列车。
下面是工作日期间西南铁的非高峰车次：
- 发往伦敦滑铁卢，每小时3列
- 发往Weymouth，每小时2列
- 发往Poole (慢车)，每小时1列
- 发往Portsmouth and Southsea/Portsmouth Harbour (慢车)，每小时1列
- 经罗姆西发往Salisbury，每小时1列
- 经Chandler's Ford发往罗姆西，每小时1列

南铁的工作日期间非高峰车次如下：
- 每小时1列往布莱顿
- 每小时1列往伦敦维多利亚

大西铁的工作日期间非高峰车次如下：
- 每小时1列往朴次茅斯港
- 每小时1列往加迪夫中央車站
- 每天1列往布莱顿
- 每天1列往Great Malvern

CrossCountry的工作日期间非高峰车次如下：
- 每小时1列往伯恩茅斯
- 每小时1列往曼彻斯特皮卡迪利
- 每2小时1列往纽卡斯尔

| 前序站点                        | 英国铁路                                        | 后续站点               |
| ------------------------------- | ----------------------------------------------- | ---------------------- |
| Fareham                         | 大西铁 朴次茅斯港口–卡迪夫中央                  | Romsey                 |
| Fareham                         | 大西铁 布莱顿-Great Malvern                     | Romsey                 |
| 南安普顿机场 (航站楼)或温彻斯特 | 英國縱貫鐵路 伯恩茅斯-曼城                      | Brockenhurst           |
| 南安普顿机场 (航站楼)或温彻斯特 | 英國縱貫鐵路 南安普顿-紐卡索/爱丁堡(经唐卡斯特) | 终点                   |
| 南安普顿 机场                   | 西南鐵 伦敦–Weymouth快线                        | Brockenhurst或伯恩茅斯 |
| 南安普顿 机场                   | 西南鐵 伦敦–Weymouth普速                        | Brockenhurst           |
| 南安普顿 机场                   | 西南鐵 伦敦–Poole慢线                           | Totton或终点           |
| St Denys                        | 西南鐵 Romsey-Salisbury                         | Millbrook              |
| St Denys                        | 西南鐵 朴次茅斯–南安普顿                        | 终点                   |
| Swanwick 或St Denys 或 Woolston | 南鐵 伦敦维多利亚–南安普顿(经霍舍姆)            | 终点                   |
| Swanwick 或伊斯特利             | 南鐵 布莱顿–南安普顿                            | 终点                   |

2007年9月，西南铁，南铁，和大西铁采用了新的时刻表。伦敦滑铁卢到南安普顿的列车延至Poole，并替代了先前运行于南安普顿-Brockenhurst (New Forest)/Wareham的站站停列车。原先开往Poole的列车则延到Weymouth。
西南铁Totton到Romsey/Sailsbury/南安普顿的列车改从Romsey出发，经过南安普顿中央车站和Chandlers Ford，到达Sailsbury。南铁方面则开通了南安普顿-布莱顿的慢车线路，使得去往伦敦维多利亚站的列车不再经过霍夫，而改走霍斯曼。
2008年12月，英國縱貫鐵路的新时刻表增加了从伯恩茅斯到曼彻斯特皮卡迪利的服务，其中部分班次延长至诺丁汉和纽卡索。现时，CrossCountry在南安普顿中央车站的列车大约每小时一班。
英國縱貫鐵路有时会开行往爱丁堡的线路。

### 巴士
车站南广场的公路上配有私家车停车位和出租车位，并有QuayConnect巴士停靠，此巴士为怀特岛轮渡乘客提供免费接驳服务. 此外还有Unilink的U1线路，发往市区，大学，国家海洋中心和机场。
经过站外或站内天桥可以到达北广场。北广场相比而言更大，这里亦有公交发往市区各地。